# Zenit
För andra betydelser, se Zenit (olika betydelser).

Nadir, zenit, astronomisk horisont (Astronomical Horizon) och verklig horisont (True Horizon).

Zenit är den tänkta punkt på himlavalvet som befinner sig rakt upp från betraktaren, med andra ord 90 grader över astronomiska horisonten (se bild). När solen står i zenit (vilket bara kan inträffa mellan vändkretsarna) skiner solstrålen rakt ned, och då kastar exempelvis en flaggstång ingen skugga. Vilken punkt som är zenit varierar alltså med var på jorden man befinner sig.
Ordet kommer ursprungligen från den arabiska frasen سمت الرأس (samt ar-ras) som betyder "ovanför huvudet".
Motsatsen till zenit är nadir. Detta är den motsatta punkten på himlavalvet, det vill säga ”under” jorden, rakt nedåt.

## Etymologi
Ordet zenit härstammar från en felaktig tolkning av det arabiska uttrycket سمت الرأس (samt al-raʾs), med betydelsen "huvudets riktning" eller "väg ovanför huvudet". Feltolkningen gjordes av medeltida latinska skrivare (under 1300-talet), och ordet fördes möjligen in genom fornspanska. Det reducerades till samt ("riktning") och felskrevs som senit/cenit, varvid m:et feltolkades som ni. Genom det fornfranska cenith dök zenit upp i engelskan först upp på 1600-talet. I svensk skrift finns zenit omnämnd sedan 1584.

## Relevans och användning

Vinklar och plan för en himmelsfär.

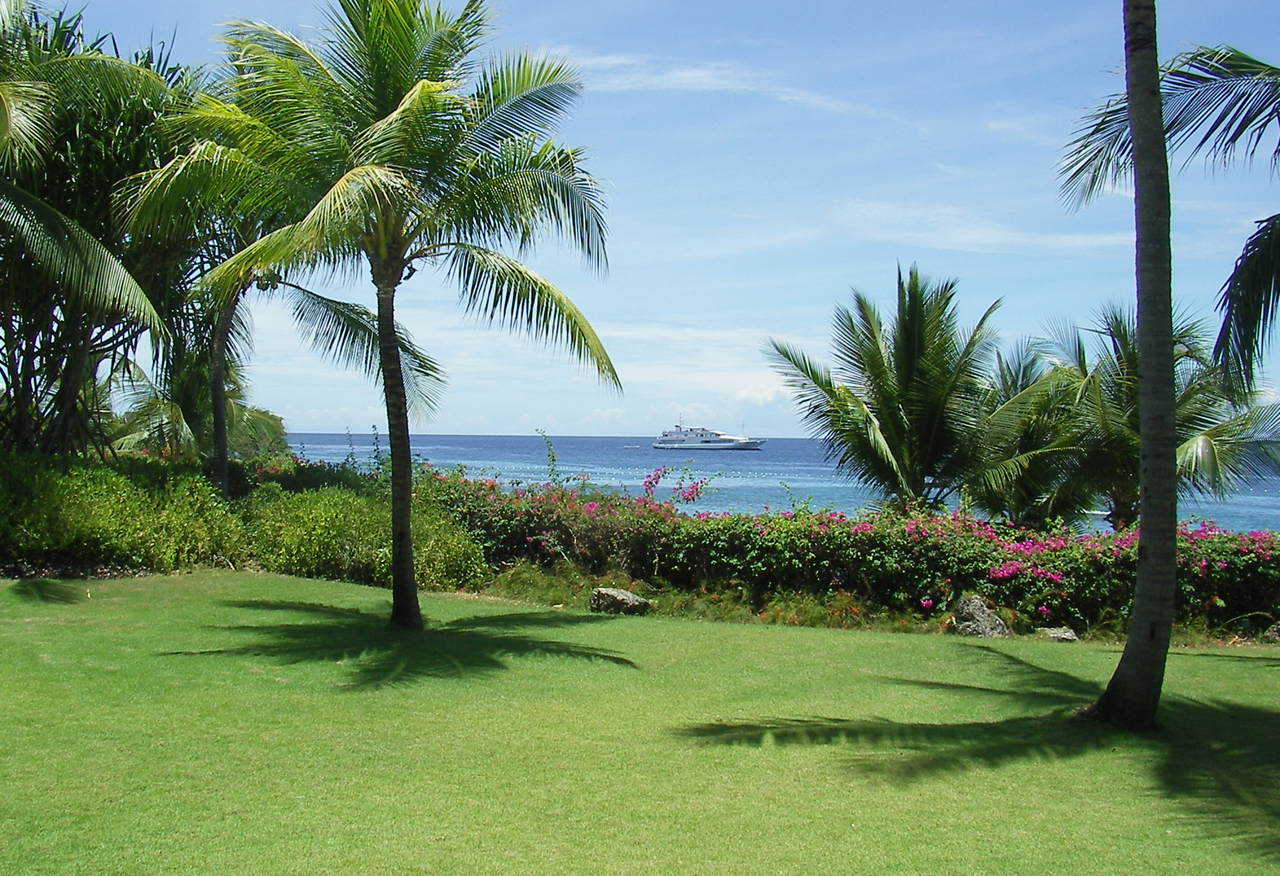
Trädens skuggor är kortast på jorden när solen står rakt ovanför (det vill säga i zenit). Detta händer endast vid middagstid vissa dagar i tropikerna, där trädens latitud och solens deklination är lika.

Termen zenit betyder ibland den högsta punkten, vägen eller nivån som en himlakropp når på sin dagliga synbara bana runt en given observationspunkt. Denna betydelse av ordet används ofta för att beskriva solens position ("Solen nådde sitt zenit..."), men för en astronom har solen inte sitt eget zenit och befinner sig endast i zenit om den är rakt ovanför.
I ett vetenskapligt sammanhang är zenit referensriktningen för att mäta zenitvinkeln (eller zenitvinkelavståndet). Detta är vinkeln mellan en intressant riktning (till exempel en stjärna) och det lokala zenit, det vill säga komplementet till höjdvinkeln (eller elevationsvinkeln).
Solen når observatörens zenit när den står 90 grader över horisonten, och detta händer endast mellan Kräftans vändkrets och Stenbockens vändkrets. Punkten där detta inträffar är känd som den subsolära punkten. Inom islamisk astronomi blir solens passage över Meckas zenit grunden för qiblaobservation med hjälp av skuggor två gånger om året, den 27/28 maj och 15/16 juli.
På en given plats under en dag når solen inte bara sitt zenit utan också sitt nadir. Detta sker vid antipoden för platsen 12 timmar från middagstid.
Inom astronomin är höjden i det horisontella koordinatsystemet och zenitvinkeln komplementära vinklar, med horisonten vinkelrät mot zenit. Den astronomiska meridianen bestäms också av zenit och definieras som en cirkel på himmelsfären som passerar genom zenit, nadir och himmelspolerna.
Ett zenitteleskop är en typ av teleskop utformat för att peka rakt upp vid eller nära zenit. Det används för precisionsmätning av stjärnornas positioner, för att förenkla teleskopkonstruktionen, eller båda. NASA:s Orbital Debris Observatory och Large Zenith Telescope är båda zenitteleskop, eftersom användningen av flytande speglar innebär att dessa teleskop bara kunnat peka rakt upp.
På den internationella rymdstationen används zenit och nadir istället för upp och ner, vilket hänvisar till riktningar inom och runt stationen, i förhållande till jorden.

### Zenitstjärna
Zenitstjärnor (även "stjärna ovanpå", "stjärna ovanför", "latitudstjärna") är stjärnor vars deklination är lika med latituden för observatörens plats. Därför kulminerar (passerar) de någon gång på dagen eller natten genom zenit. När stjärnan är i zenit är dess rektascension lika med den lokala sideriska tiden på betraktarens plats.
Inom astronomisk navigering kan latituden bestämmas, eftersom stjärnans deklination är lika med observatörens latitud. Om den aktuella tiden i Greenwich är känd vid observationstillfället, kan observatörens longitud också bestämmas utifrån stjärnans högra ascension. Därför ligger "zenitstjärnor" på eller nära deklinationscirkeln som är lika med observatörens latitud ("zenitcirkel"). Zenitstjärnor ska inte förväxlas med "styrstjärnor" på en siderisk kompassros.